# Melospiza melodia
El gorrión cantor o chingolo cantor (Melospiza melodia) es una especie de ave de la familia Emberizidae propia de América del Norte (la CONABIO lo clasifica en la familia Passereliidae, donde se ubican a los rascadores, zacatoneros, juncos y gorriones). Algunas de sus numerosas subespecies son migratorias. Este gorrión mide entre 12 y 17 cm de longitud. Es color pardo rojizo, su espalda es rayada con oscuro y su pecho y vientre son blancos muy rayados de pardo oscuro; las rayas convergen en una mancha central en el pecho. Su cara gris con pardo posee una corona rojiza y una raya supra-ocular clara. La tonalidad de su coloración varía ampliamente. Posee una cola relativamente larga y de punta redondeada que es levantada al volar y correr. Aunque son aves generalistas, prefieren áreas arbustivas y marismas, incluyendo las de agua salada en Alaska, Canadá y Estados Unidos. También llegan a áreas habitadas por humanos, como jardines, campos de cultivo, áreas urbanas y a lo largo de los caminos. Forrajean en el suelo, entre los arbustos o en aguas someras, corriendo rápidamente. Su alimento consiste principalmente de insectos y semillas. Las poblaciones de las marismas también comen pequeños crustáceos. Las aves norteñas migran hacia el sur de los Estados Unidos y al norte de México. En este último país hay poblaciones residentes ampliamente distribuidas que habitan incluso las grandes ciudades. Además de vivir en los estados de la región norte del país, la especie habita en los estados de la región Pacífico y de la península de Baja California; hacia el centro - sur del país se le ha encontrado en diversas áreas del Eje Neovolcánico. El canto del macho es de gran variación y con notas musicales y zumbidos. Su llamado es un chep nasal. Anidan en lugares semi-ocultos, en el suelo, en arbustos o sobre árboles. La hembra pone entre tres y cinco huevos ligeramente verdosos con manchas marrones. Sus nidos son vulnerables al parasitismo de puesta por el tordo cabecicafé (Molothrus ater). Los gorriones melódicos reconocen a los tordos y los atacan cuando se acercan a sus nidos. La IUCN 2019-1 clasifica a la especie en su categoría de preocupación menor.